# Rdest wężownik
Rdest wężownik (Bistorta officinalis Delarbre) – gatunek rośliny z rodziny rdestowatych. Występuje w środkowej i południowej Europie, w Maroku i w Azji. Jako zawleczony i zadomowiony rośnie w północnej Europie oraz w północno-wschodniej Ameryce Północnej. W Polsce jest rozpowszechniony, lokalnie rzadszy na południowym wschodzie i północnym wschodzie. 

## Morfologia

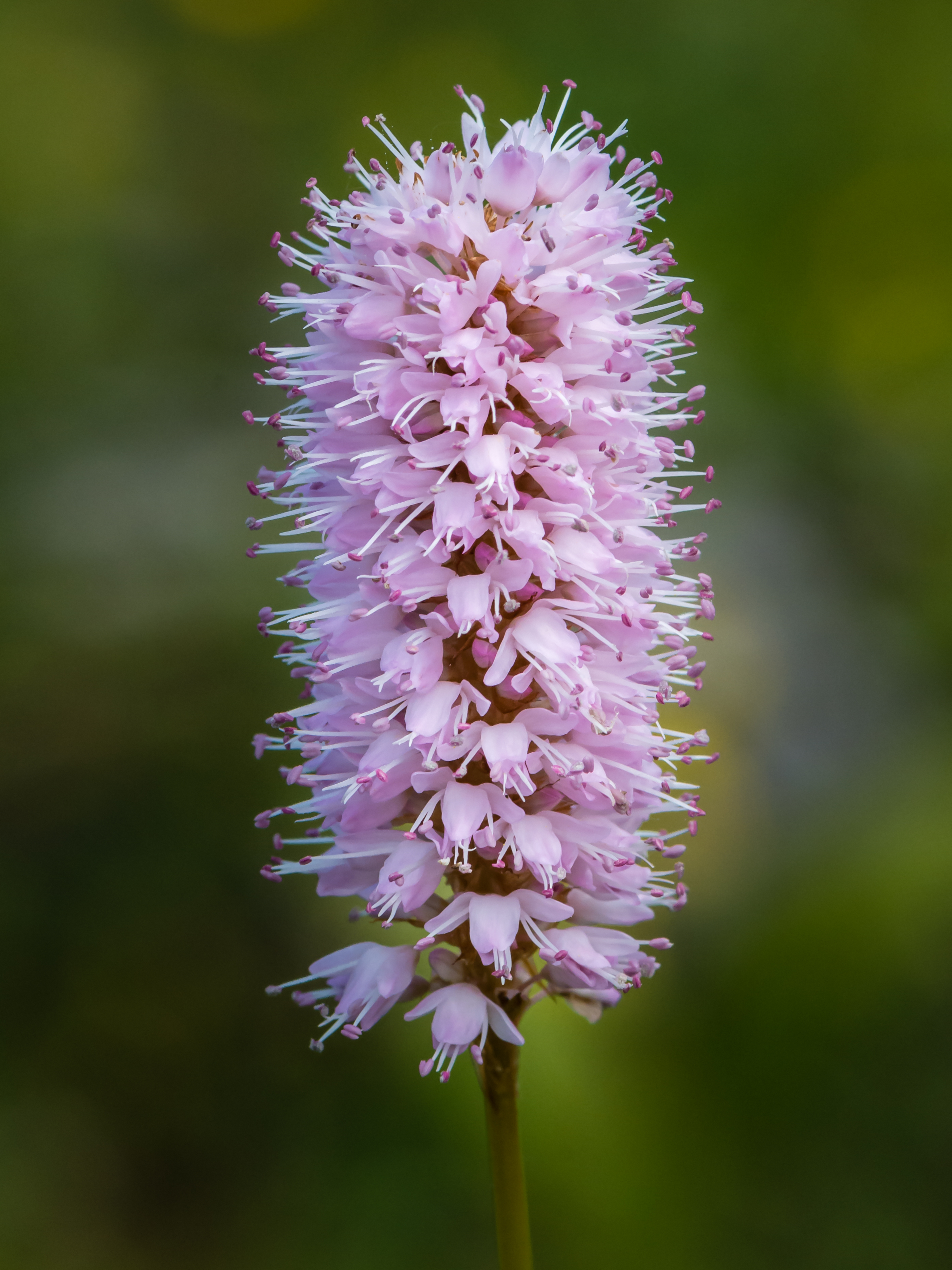
Kwiatostan

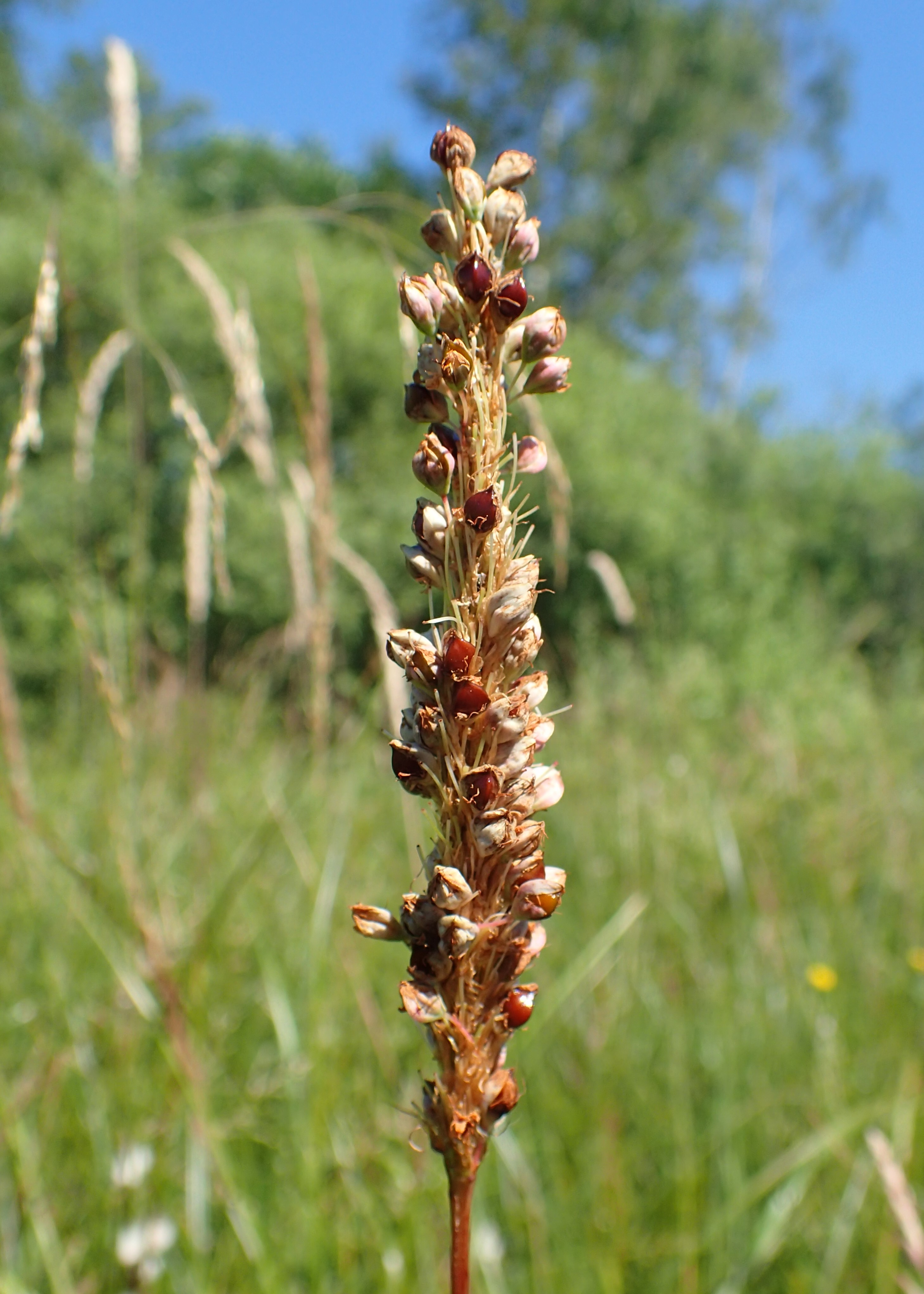
Owoce

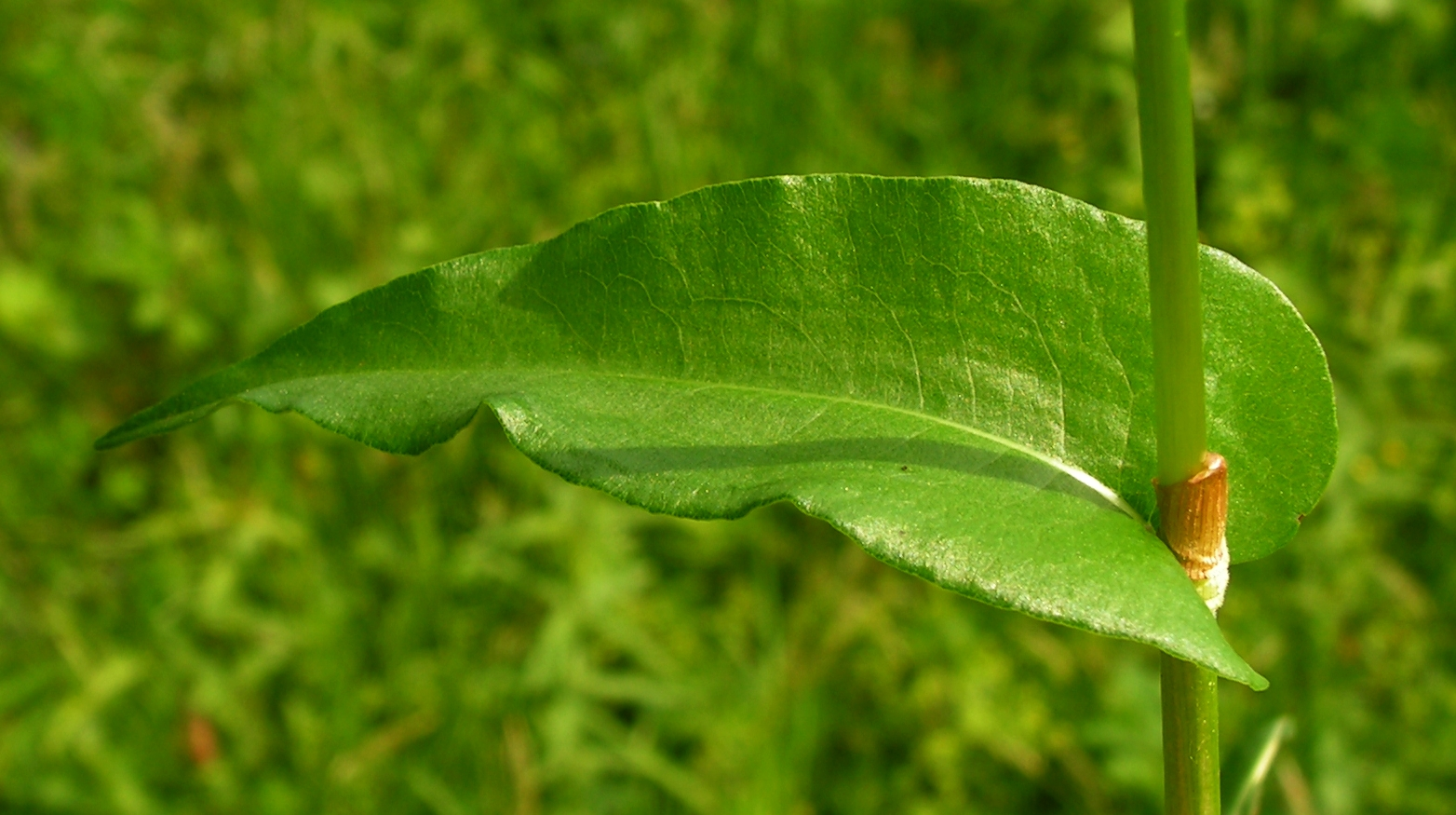
Liść łodygowy

PokrójZ rozety liści wyrasta pojedyncza, słabo ulistniona łodyga. Tworzy kępy, a w dogodnych warunkach duże skupiska.
ŁodygaPojedyncza, wzniesiona, osiąga wysokość 20-80(100) cm. Kłącze krótkie, grube, wężowato powyginane (stąd gatunkowa nazwa rośliny).
LiścieOdziomkowe jajowatolancetowate, zaostrzone, długoogonkowe, od spodu szarozielone, z wierzchu ciemnozielone, o falistym brzegu, osiągają długość do 15 cm. Łodygowe siedzące, wąskolancetowate, o sercowatej podstawie. Przylistki są zrośnięte w błoniastą gatkę.
KwiatyZebrane w gęsty, walcowaty kłos długości 3–7 cm, osadzony na szczycie łodygi. Kwiaty długości 4–5 mm. Okwiat bladoróżowy do różowego, złożony z 5 listków. Słupek z 3 wolnymi szyjkami, 8 pręcików z fioletowymi pylnikami. Nektaria znajdują się u nasady pręcików.
OwoceTrójkanciasty, błyszczący orzeszek otoczony rozrośniętymi listkami okwiatu.
KorzeńCałe kłącze, czerwonawobrunatne lub czarniawobrunatne, jest grube, skręcone i wężowato powyginane. Na powierzchni zewnętrznej widoczne są poprzeczne prążkowania i czarnawe plamy. Kłącze jest spłaszczone i niekiedy zagłębione na górnej powierzchni, a na dolnej wypukłe. Na powierzchni widoczne są blizny po korzeniach przybyszowych. Przełam różowawobeżowy, wykazuje eliptyczne pasmo białawych punktów odpowiadających wiązkom naczyniowym.

## Biologia i ekologia

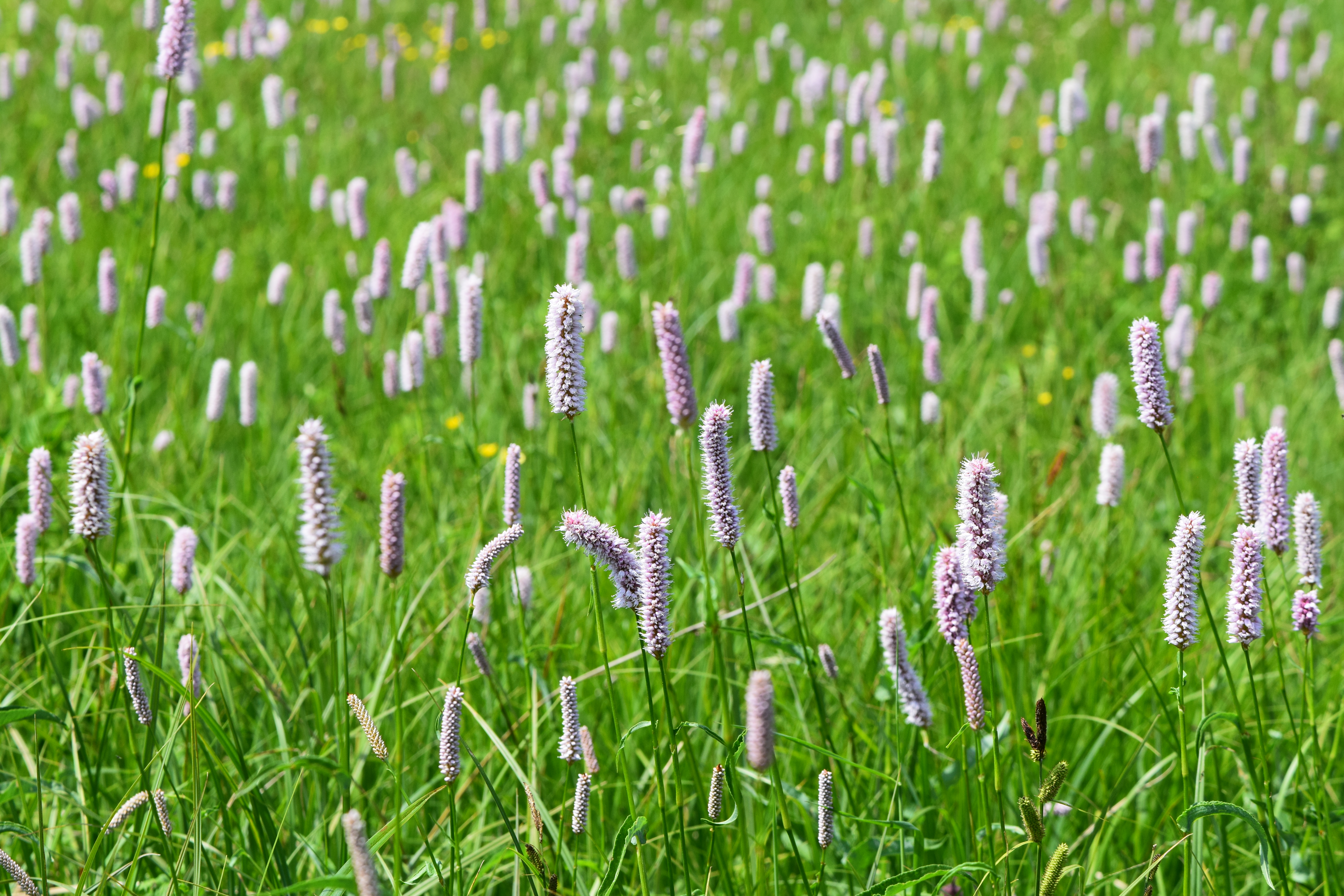
Łąka z kwitnącym wężownikiem

RozwójBylina, hemikryptofit. Kwitnie od maja do lipca. Kwiaty przedprątne, owadopylne. Rozwijają się stopniowo, od dołu kłosa ku górze.
SiedliskoSiedlisko: wilgotne łąki o wysokim poziomie wód gruntowych, brzegi zbiorników wodnych, podmokłe polany. W Tatrach występuje aż po piętro alpejskie. Na łąkach jest chwastem. W klasyfikacji zbiorowisk roślinnych gatunek charakterystyczny dla All. Calthion.
GenetykaLiczba chromosomów 2n= 48 (24,44,46)
Korelacje międzygatunkoweJest rośliną żywicielską rzadkiego motyla czerwończyka fioletka. Na nadziemnych pędach pasożytują niektóre gatunki grzybów: Puccinia bistortae wywołująca rdzę, Bostrychonema alpestre, Ramularia bistortae, Microbotryum bistortarum, Microbotryum marginale, Bostrichonema polygoni i Septoria polygonorum.

## Zastosowanie

### Roślina lecznicza
Jej lecznicze własności odkryto w XVI w., w Polsce była stosowana od XVII w. Zazwyczaj stosowana jest w mieszankach ziołowych.
Surowiec zielarskiKłącze wężownika (Bistortae rhizoma) – całe lub połamane, wysuszone kłącze bez korzeni przybyszowych, o zawartości powyżej 3,0% garbników w przeliczeniu na pirogalol.
Działanie i zastosowanieMa właściwości ściągające, przeciwkrwotoczne, przeciwzapalne, przeciwbiegunkowe, przeciwbakteryjne i gojące rany. Wewnętrznie stosowany jest w nieżytach żołądka, zapaleniu jelita cienkiego, nieżycie odbytnicy i wielu innych schorzeniach układu pokarmowego. Zewnętrznie używa się go do płukania jamy ustnej i gardła przy zapaleniu śluzówek, anginie i pleśniawkach. W postaci odwaru i kąpieli używany jest przy trądziku, opryszczce, hemoroidach, nadmiernej potliwości i czyrakach. W postaci lewatyw i irygacji leczy się nim biegunkę, upławy oraz pęknięcia odbytu, w postaci okładów przy oparzeniach, oraz owrzodzeniach pochodzących od żylaków. Stosowany musi być z umiarkowaniem, gdyż używany przez dłuższy czas upośledza wchłanianie pokarmu z jelit, może też wywołać zatrucia.
Zbiór i suszenieKłącza wykopuje się jesienią, starannie płucze usuwając drobne korzonki, kroi na kilkucentymetrowe plastry i suszy w temperaturze 40 °C.

### Roślina ozdobna

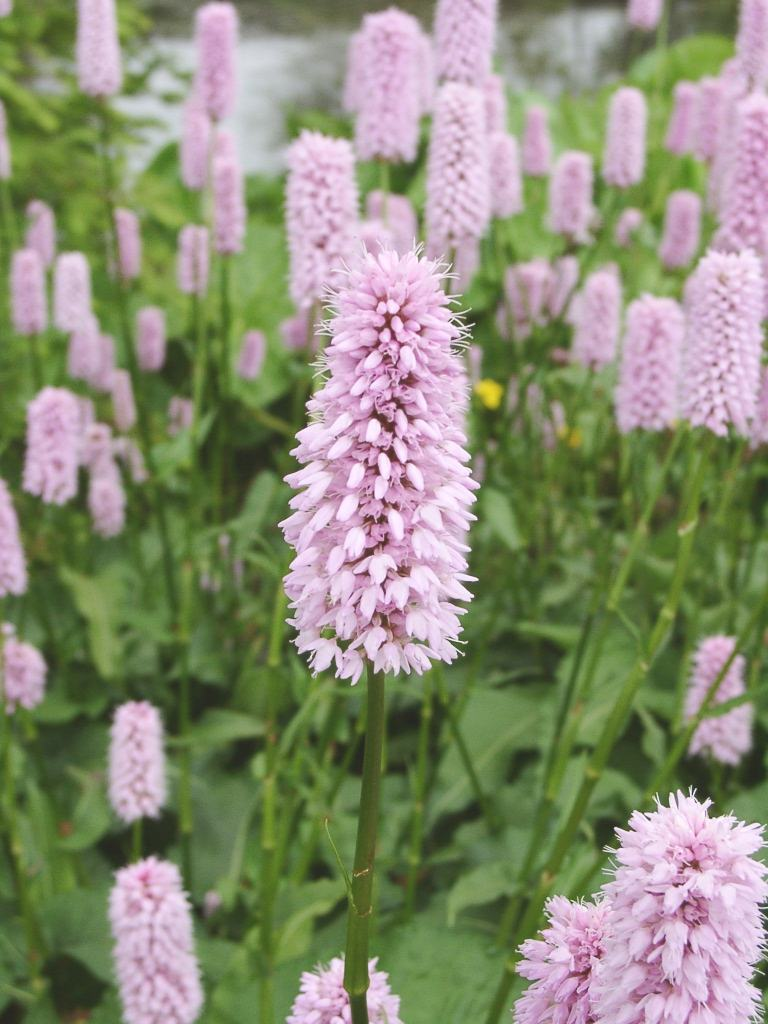
Odmiana `Superba`

Jest ozdobą wilgotnych parków i rabat, nadaje się także do uprawy na brzegach oczek wodnych. Jedną z częściej uprawianych odmian jest 'Superba' o dużych kwiatach.

### Roślina jadalna
Liście można przygotowywać jak szpinak, dodawać do sałatek i dań warzywnych.